# Aulus Postumi Albí (cònsol 180 aC)
Aulus Postumi Albí (llatí: Aulus Postumius A. f. A. n. Albinus) va ser un magistrat romà del temps de la República. Formava part de la gens Postúmia, una de les famílies patrícies més antigues.
Va ser edil curul l'any 187 aC i durant el seu mandat va organitzar uns grans jocs. L'any 185 aC va ser pretor.
L'any 180 aC va ser nomenat cònsol i va dirigir la guerra contra els lígurs. L'any 174 aC era censor amb Quint Fulvi Flac, i el seu període va ser un dels més severs, ja que va expulsar nou membres del senat i va degradar molts membres de la classe eqüestre, però també es van fer moltes obres públiques sota el seu mandat. Era un dels decemvirs sagrats, nomenat per ocupar el lloc de Luci Corneli Lèntul durant el període en què va ser censor.
L'any 175 aC va ser enviat al nord de Grècia per entrevistar-se amb delegats dàrdans i tessalis i informar-se sobre els bastarnes i sobre el rei Perseu. L'any 171 aC va anar com a enviat (amb altres) amb el càrrec d'ambaixador a Creta. I l'any 168 aC era un dels deu comissionats a Macedònia sota la presidència d'Emili Paulus, per a tractar els assumptes del país.
Era germà d'Espuri Postumi Albí Pàulul i Luci Postumi Albí. Titus Livi l'anomena algunes vegades luscus ('borni'), car sembla que li faltava un ull.